# Una Mae Carlisle
Una Mae Carlisle (* 26. Dezember 1915 in Xenia, Ohio; † 7. November 1956 in New York) war eine US-amerikanische Sängerin, Songwriterin und Pianistin des  Swing.

## Leben
Una Mae Carlisle wurde von Fats Waller entdeckt, als sie noch eine Jugendliche war und in Cincinnati live und im Radio auftrat. Der Klavierstil von Carlisle war sehr von Waller beeinflusst, mit dem sie bis 1934 auf Tournee war und erste Platten aufnahm. Sie spielte in einem Boogie-Woogie/Stride Stil und unterlegte ihre Darbietungen mit viel Humor. Eine Karriere als Tänzerin im Cotton Club schlug sie aus, arbeitete zunächst für Irving Mills als Notenkopistin und schrieb gelegentlich Arrangements. Als Solistin spielte sie bis 1937, um dann mit der Blackbirds-Revue durch Europa zu touren, nahm in London für Leonard Feather mit englischen Musikern auf, in Paris mit Danny Polo. In Paris gründete sie einen Jazzclub und studierte an der Sorbonne Harmonielehre.
1940 kehrte sie aufgrund der Kriegsereignisse in die Vereinigten Staaten zurück. Dort spielte Carlisle als Bandleaderin für Bluebird Records mehrere Plattenseiten ein. In ihrer Band hatte sie Sidemen wie Lester Young, Benny Carter, Al Casey, Everett Barksdale, Slam Stewart, Clyde Hart, Zutty Singleton und Harold Doc West (1939/40). Mit John Kirbys Band nahm sie 1941/42 auf. Ihren einzigen Hit in den Billboard Top 20 hatte sie im Mai 1941 mit dem Song „Walking By the River“. Auch ihr Song I See a Million People, den sie mit John Kirby einspielte, war recht erfolgreich.
In Verbindung mit ihrem Produzenten und Manager Joe Davis entstanden zahlreiche Schallplatten, u. a. mit Ray Nance, Budd Johnson und Shadow Wilson. Erfolg hatte sie auch als Songwriterin; Cab Calloway und Peggy Lee übernahmen ihre Songs. In den 1940er Jahren hatte sie eigene Radio- und Fernseh-Shows. In den frühen 1950er Jahren entstanden letzte Aufnahmen für Columbia Records mit Don Redman. Krankheit zwang sie 1952 zum Rückzug aus dem Showgeschäft.

## Diskografie (Auswahl)
- The Complete Una Mae Carlisle 1940–1942 & John Kirby 1941–1942 (RCA)